# Andar (distrikt)
Andar är ett distrikt i Afghanistan. Det ligger i provinsen Ghazni, i den centrala delen av landet, 150 kilometer söder om huvudstaden Kabul.
Distriktet beräknades år 2022 ha cirka 146 000 invånare.